# Googie

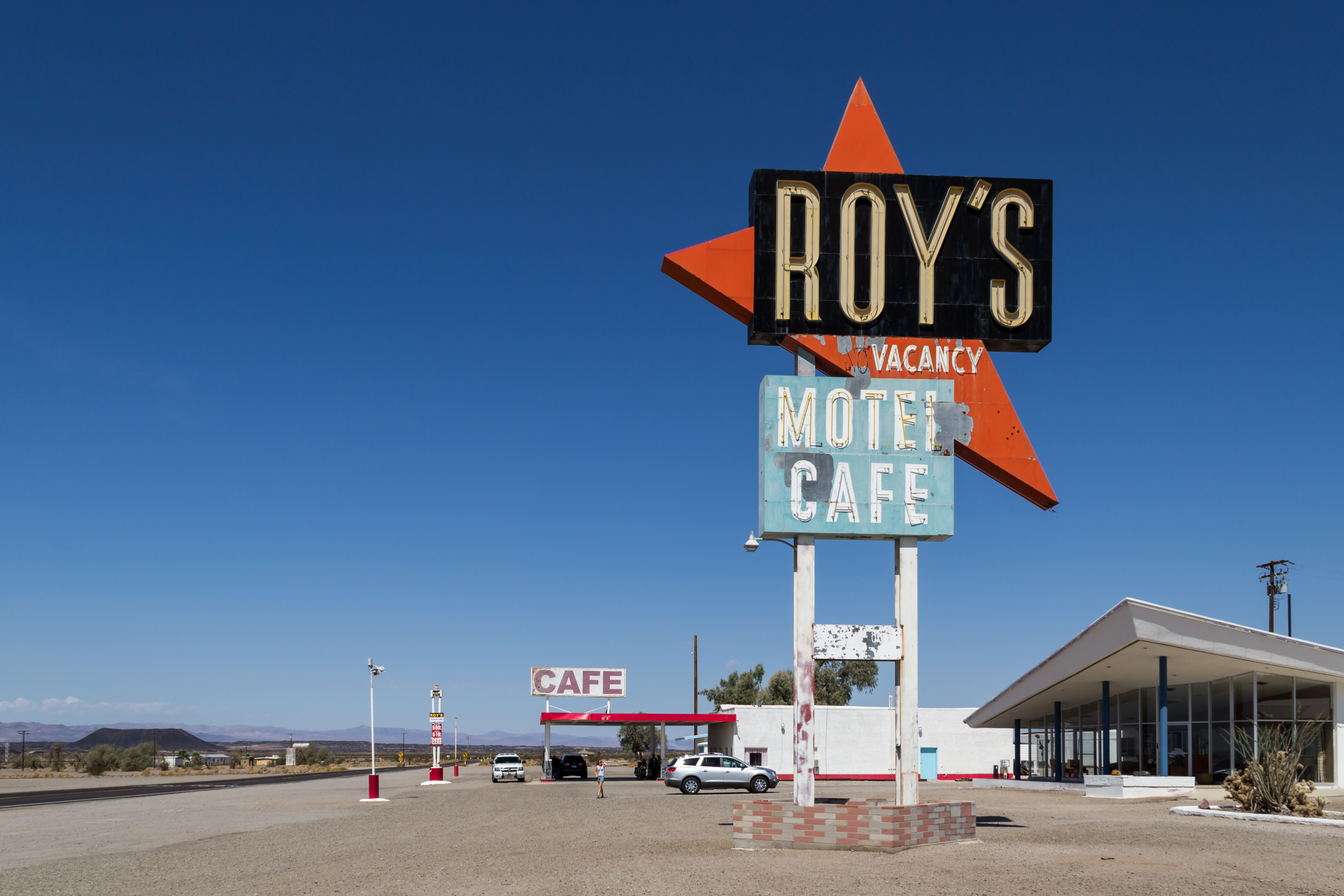
Un cartel de estilo Googie, un estilo de arquitectura futurista típico de los años 1950 y años 1960.

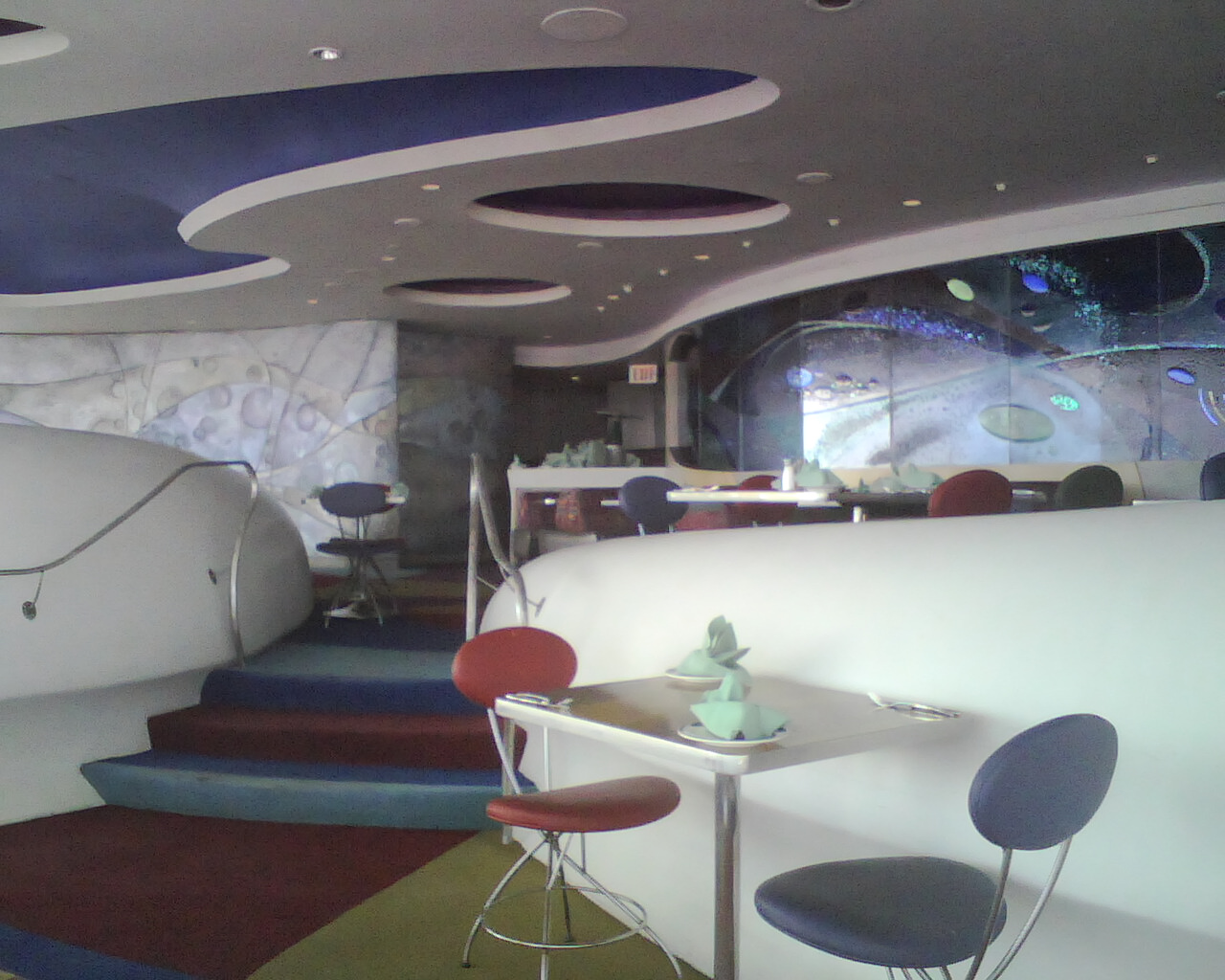
Edificio temático "Moon Rocks" del Aeropuerto Internacional de Los Ángeles. Se ve el diseño típico de la Era espacial y la Era atómica.

Googie, también conocido como populuxe o doo-wop es una subdivisión de la arquitectura futurista influida por la cultura del automóvil y la Era espacial, originaria del sur de California (Estados Unidos) a finales de la década de 1940 y que persistió hasta mediados de la década de 1960. Con tejados afilados, la presencia de formas geométricas y el uso masivo del cristal y el neón, decoró muchos moteles, restaurantes, cafeterías y boleras entre 1950 y 1970. Ejemplifica el espíritu de lo que demandaba una generación entusiasmada ante la perspectiva de un futuro brillante y altamente tecnológico.
A medida que quedó claro que el futuro no tendría el aspecto profetizado, el estilo empezó a pasar de ser futurista a atemporal. Como pasó con el estilo art decó de la década de 1930, se volvió menos valorado con el paso del tiempo, y finalmente muchos de sus mejores ejemplos han sido destruidos. Este estilo se relaciona, y a menudo se considera sinónimo del gótico Raygun, término acuñado por el escritor William Gibson.
Las características del estilo Googie incluyen techos elevados, formas geométricas curvilíneas y un uso audaz del vidrio, acero y neón. Googie también se caracterizó por diseños de la Era Espacial que simbolizaban el movimiento, como bumeranes, platillos voladores, átomos y parábolas, y diseños de forma libre como paralelogramos "suaves" y un adorno de paleta de artista.

## Origen del nombre de "Googie"
De acuerdo con el autor Alan Hess en su libro Googie: Fifties Cofee Shop Architecture, el origen del nombre Googie se puede trazar hacia 1949, cuando el arquitecto John Lautner diseñó una cafetería con el nombre de "Googie's", que tenía unas características arquitectónicas muy distintivas. Esta cafetería estaba en la esquina de Sunset Boulevard y Crescent Heights en Los Ángeles, pero fue demolida en la década de 1980. De acuerdo con Hess, el nombre Googie pasó a ser el nombre de un estilo arquitectónico cuando el profesor Douglas Haskell de Yale y el fotógrafo arquitectónico Julius Shulman conducían por Los Ángeles. Huskell insistió en detener el coche a la vista de Googie's, y proclamó "esto es la arquitectura Googie". Hizo que el nombre persistiese cuando escribió un artículo en una edición de 1952 de la revista House and Home.

## Historia

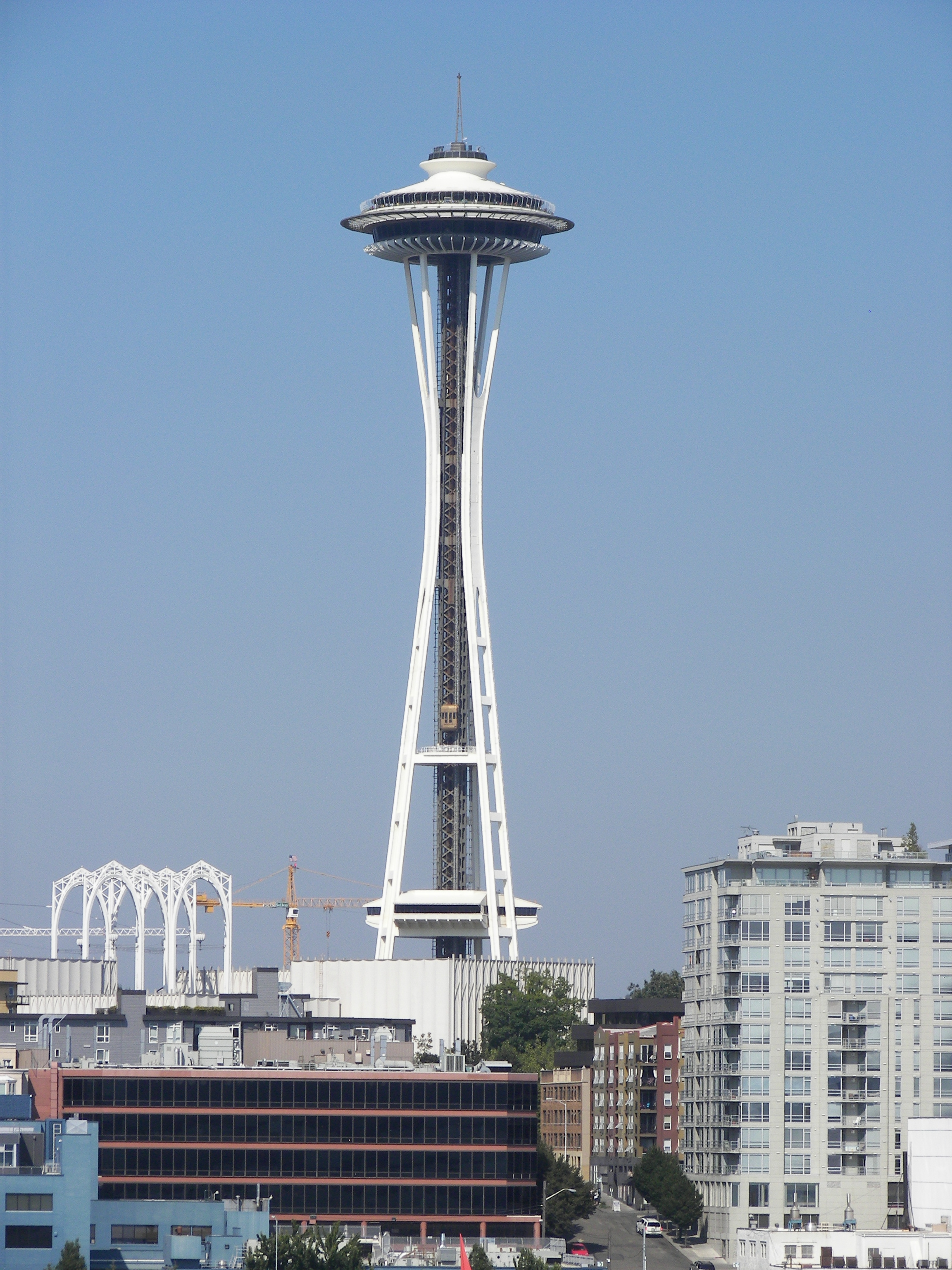
Space Needle, construida para la Feria Mundial de Seattle de 1962.

Los inicios de Googie están en la arquitectura Streamline moderne (una rama del estilo art decó) de la década de 1930. Alan Hess, uno de los escritores más conocedores del tema, escribe en Googie: Ultra Modern Road Side Architecture que la movilidad en Los Ángeles durante la década de 1930 se caracterizó por la afluencia inicial del automóvil y la industria de servicios que evolucionó para atenderlo. Con el aumento de la propiedad de automóviles, las ciudades ya no tenían que estar focalizadas en un centro de la ciudad, sino que podían extenderse a los suburbios, donde los núcleos de negocios podrían estar intercalados con áreas residenciales. Los suburbios ofrecían menos congestión al ofrecer los mismos negocios, pero accesibles en automóvil. En lugar de una tienda principal en el centro, las empresas ahora tenían varias tiendas en áreas suburbanas. Esta nueva tendencia requería que los propietarios y arquitectos desarrollaran una imagen visual para que los clientes la reconocieran desde la carretera. Esta moderna arquitectura de consumo se basó en la comunicación.
Los nuevos restaurantes de autoservicio suburbanos más pequeños eran esencialmente letreros arquitectónicos que anunciaban el negocio a los vehículos en la carretera. Esto se logró mediante el uso de opciones de estilo audaces, que incluyen grandes torres con letreros elevados, letras de neón en negrita y pabellones circulares. Hess escribe que debido al aumento de la producción en masa y los viajes durante la década de 1930, Streamline Moderne se hizo popular debido a las siluetas de alta energía que creaban sus elegantes diseños. Estos edificios presentaban bordes redondeados, grandes pilones y luces de neón, todos simbolizando, según Hess, "fuerzas invisibles de velocidad y energía", que reflejan la afluencia de movilidad que traían los automóviles, locomotoras y zepelines.
Streamline Moderne, al igual que Googie, fue diseñado para parecer futurista para señalar el comienzo de una nueva era: la del automóvil y otras tecnologías. Servicios drive-in como comedores, cines y gasolineras construidas con los mismos principios desarrollados para servir a la nueva ciudad estadounidense. Los autocines tenían un diseño arquitectónico avanzado orientado al automóvil, ya que fueron construidos con un estilo utilitario expresivo, circular y rodeado por un estacionamiento, permitiendo a todos los clientes el mismo acceso desde sus autos. Estos desarrollos en el diseño orientado al consumidor prepararon el escenario para Googie durante la década de 1950, ya que durante la Segunda Guerra Mundial de la década de 1940 y el racionamiento causaron una pausa en el desarrollo debido a la austeridad impuesta al público estadounidense.

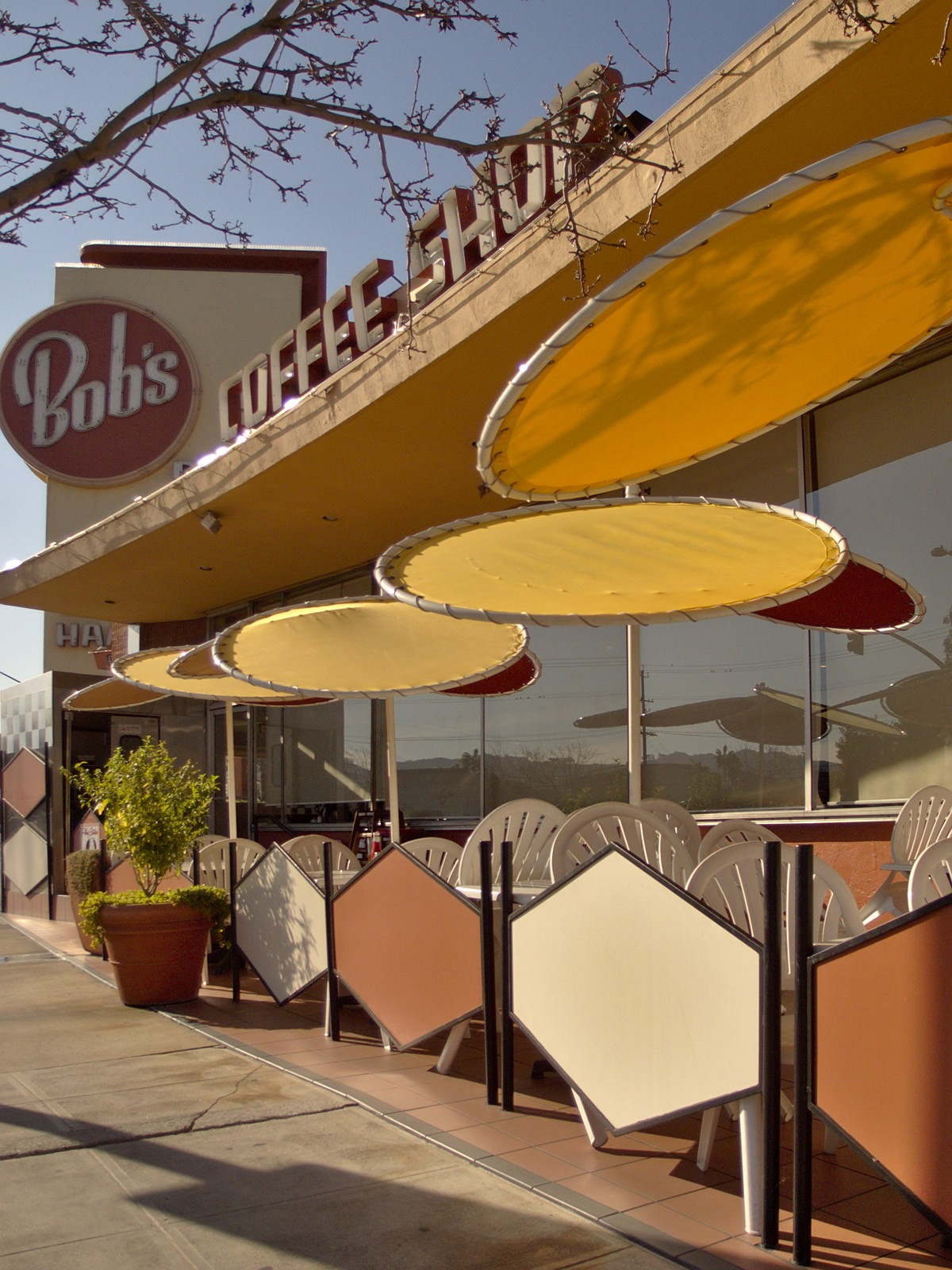
Mesas de patio en el restaurante Bob's Big Boy en Burbank, California

Sin embargo, con la creciente prosperidad de los Estados Unidos durante la década de 1950, los diseñadores estadounidenses celebraron esta nueva afluencia con diseños optimistas. El desarrollo de la energía nuclear y la realidad de los vuelos espaciales cautivaron la imaginación del público del futuro. La arquitectura de Googie aprovechó esta tendencia incorporando energía en su diseño con elementos como el búmeran, diagonales, explosiones atómicas y colores brillantes. Según Hess, la arquitectura comercial fue influenciada por los deseos del público. El público quedó cautivado por los cohetes y la energía nuclear. Así, para llamar su atención, los arquitectos los utilizaron como motivos en su trabajo. Los edificios se habían utilizado para llamar la atención de los automovilistas desde la invención del automóvil, pero durante la década de 1950 el estilo se generalizó.
La identidad del primer arquitecto que practicó el estilo a menudo se disputa, aunque Wayne McAllister fue uno de los primeros e influyentes arquitectos en comenzar el estilo con su restaurante Bob's Big Boy de 1949 en Burbank. McAllister comenzó a diseñar restaurantes de moda en el sur de California, lo que llevó a una serie de autocines Streamline Moderne durante la década de 1930; aunque no tenía una formación formal como arquitecto, le habían ofrecido una beca en la escuela de arquitectura de la Universidad de Pensilvania debido a su habilidad. McAllister desarrolló una marca para cadenas de cafeterías al desarrollar un estilo para cada cliente, lo que también les permitió reconocer fácilmente una tienda desde la calle.
Junto con McAllister, los prolíficos arquitectos de Googie incluyeron a John Lautner, Douglas Honnold y el equipo de Louis Armet y Eldon Davis de la firma Armet & Davis, que fundaron en 1947. También fue fundamental en el desarrollo del estilo la diseñadora Helen Liu Fong, miembro de la firma Armet and Davis . Uniéndose a la firma durante 1951, creó interiores Googie como los de Johnie's Coffee Shop en Wilshire Boulevard y Fairfax Avenue, el primer restaurante Norms, y el Holiday Bowl en Crenshaw Boulevard.

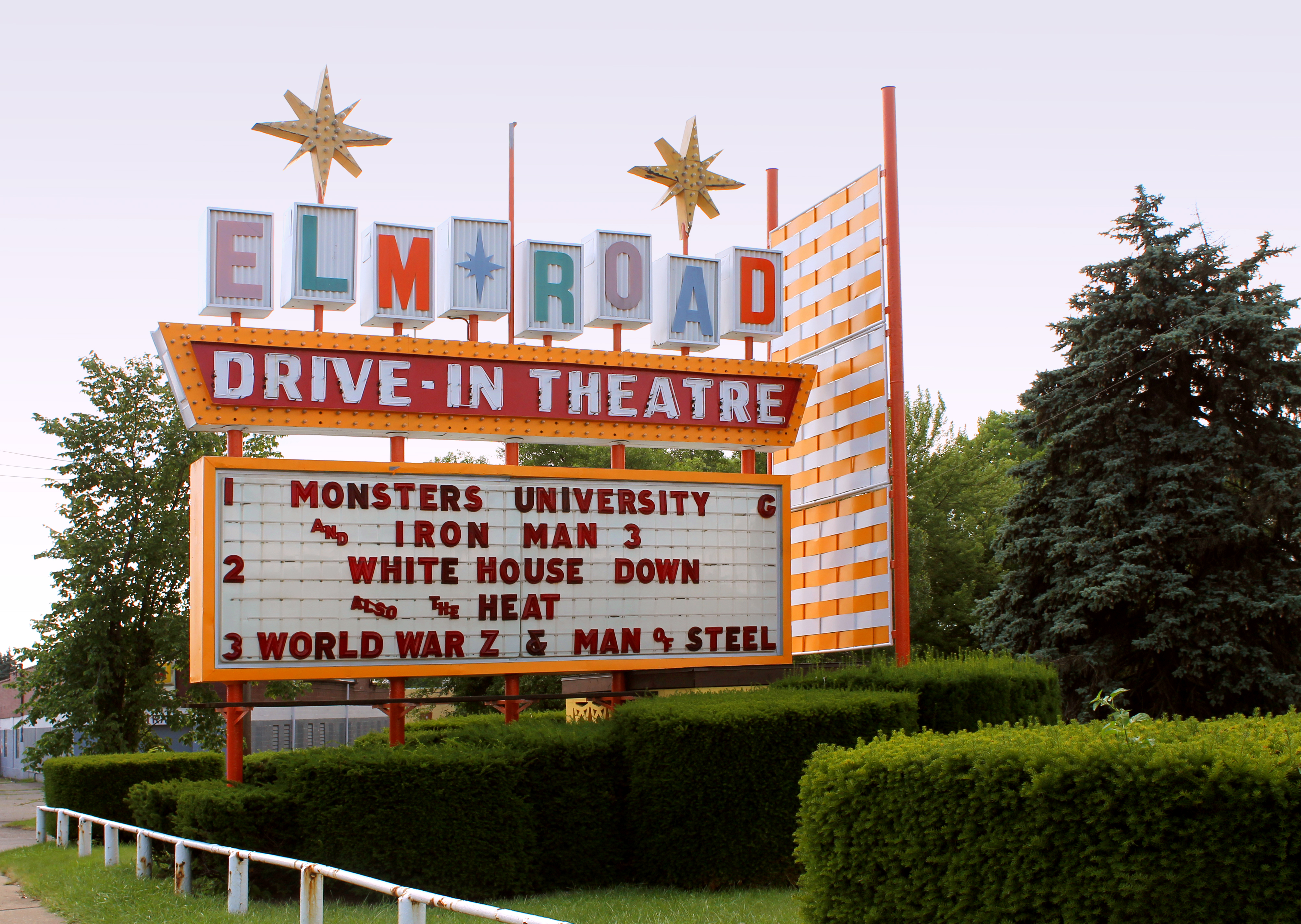
Cartel clásico de Googie en el autocine de Warren, Ohio

El interés de Estados Unidos en los vuelos espaciales tuvo una influencia significativa en el estilo único de la arquitectura de Googie. Durante la década de 1950, los viajes espaciales se hicieron realidad por primera vez en la historia. En 1957, la Unión Soviética lanzó el Sputnik I , el primer satélite creado por el hombre en alcanzar la órbita terrestre. Luego, la Unión Soviética lanzó el Vostok 1 llevando al primer ser humano, Yuri Gagarin, a la órbita terrestre en 1961. Las administraciones de Eisenhower y Kennedy hicieron de la competencia con los soviéticos por el dominio del espacio una prioridad nacional de considerable urgencia e importancia. Esto marcó el comienzo de la llamada "carrera espacial".
Los letreros de estilo Googie generalmente cuentan con ángulos agudos y audaces, destinados a sugerir las características aerodinámicas de un cohete. Además, en ese momento, la arquitectura singular era una forma de expresionismo arquitectónico, ya que los cohetes espaciales eran novedades tecnológicas en ese momento.

## Características

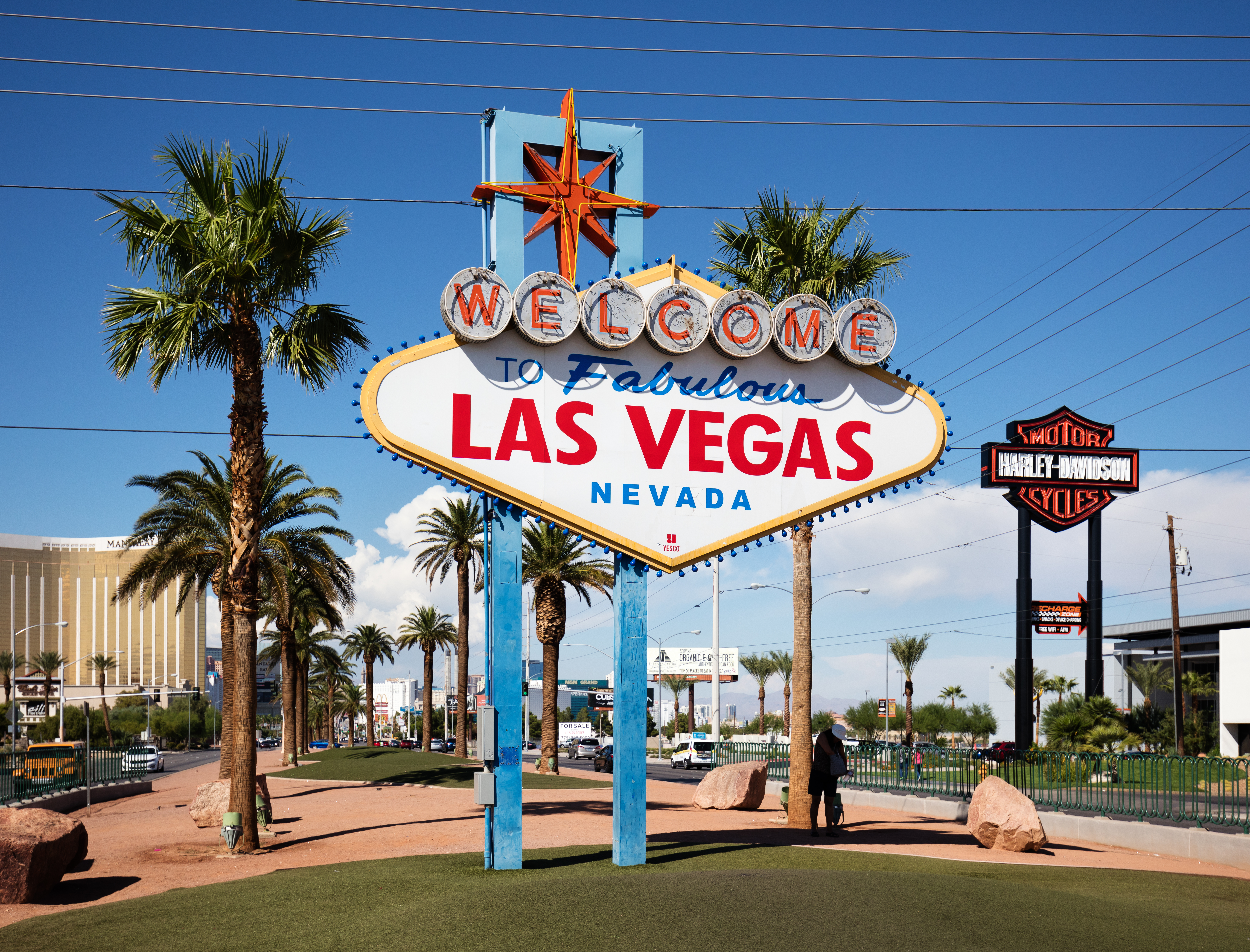
El famoso letrero Welcome to Fabulous Las Vegas, justo al sur del Strip de Las Vegas, que le da la bienvenida a los visitantes de la ciudad.

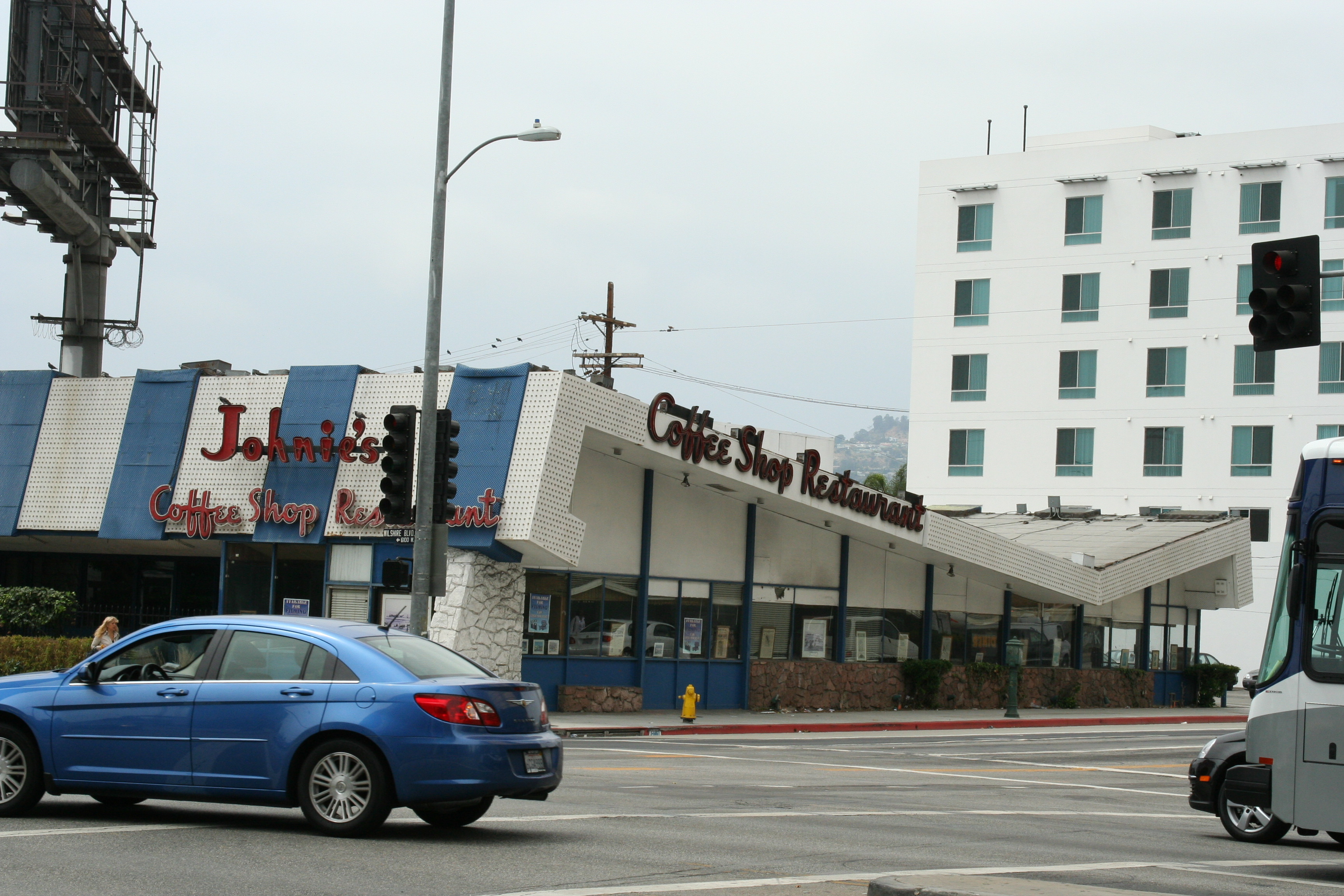
Johnie's Coffee Shop en Wilshire Boulevard, Los Ángeles, diseñado por Armet & Davis

Las estructuras en voladizo, los ángulos agudos, los paneles de plástico iluminados, el búmeran de forma libre y las formas y recortes de la paleta del artista, y las aletas traseras en los edificios marcaron la arquitectura de Googie, que era despreciable para algunos arquitectos del Modernismo de alto arte actual, pero tuvo algunos defensores durante el período posmoderno a finales del siglo XX. Los elementos comunes que generalmente distinguen a Googie de otras formas de arquitectura son:
- Techos inclinados en ángulo ascendente: este es el elemento particular en el que los arquitectos estaban creando una estructura única. Muchas cafeterías estilo Googie y otras estructuras tienen un techo que parece ser 2/3 de un triángulo obtuso invertido. Un ejemplo de esto es Johnie's Coffee Shop en Wilshire Boulevard en Los Ángeles.
- Starbursts: Starbursts es un adorno que es común con el estilo Googie, mostrando su era espacial y sus influencias caprichosas. Quizás un ejemplo es el letrero "Welcome to Fabulous Las Vegas". El diseño ornamental tiene la forma de, como escribe Hess, "una explosión de alta energía".[13] Esta forma es un ejemplo de diseño no utilitario, ya que la forma de estrella no tiene una función real sino que simplemente sirve como elemento de diseño.

La forma de búmeran fue otro elemento de diseño que capturó el movimiento. Se utilizó estructuralmente en lugar de un pilar o estéticamente como una flecha estilizada. Hess escribe que el boomerang era una interpretación estilística de un campo de energía direccional.
El editor Douglas Haskell describió el estilo abstracto de Googie y dijo que "si parece un pájaro, debe ser un pájaro geométrico". Además, los edificios deben parecer desafiar la gravedad, como señaló Haskell: "siempre que sea posible, el edificio debe colgar del cielo". El tercer principio de Haskell para Googie era que tenía más de un tema, más de un sistema estructural. Debido a su necesidad de llamar la atención de los automóviles en movimiento a lo largo de la franja comercial, Googie no era un estilo conocido por su sutileza.
Otro edificio de estilo Googie es el Theme Building en el Aeropuerto Internacional de Los Ángeles (LAX), diseñado por James Langenheim de William Pereira y Charles Luckman y construido durante 1961.
Uno de los restaurantes de autoservicio estilo Googie restantes, Harvey's Broiler (Paul Clayton, 1958), más tarde Johnie's Broiler en Downey, California, fue demolido parcialmente en 2006. Sin embargo, gracias a los esfuerzos de los ciudadanos, la ciudad de Downey y el histórico conservacionistas, la estructura fue reconstruida y reabierta en 2009 como un restaurante Bob's Big Boy.
Otro ejemplo restante de la arquitectura de Googie que aún está en funcionamiento es la terminal principal del Aeropuerto Internacional de Washington-Dulles, diseñada por Eero Saarinen en 1958. Esta terminal ejemplifica la enorme pendiente del techo, las ventanas grandes y el uso generoso de hormigón, algo similar al Centro de Vuelo TWA diseñado por Saarinen.

## Hoy

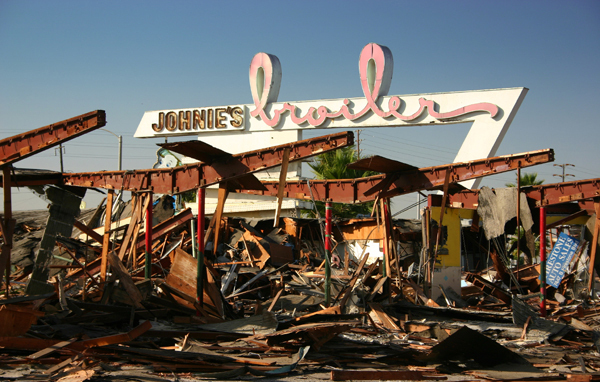
Johnie's Broiler después de su demolición el 7 de enero de 2007. Muchas estructuras de Googie se han deteriorado o han sido destruidas (esta fue reconstruida incorporando los elementos arquitectónicos sobrevivientes).

Al finalizar la década de 1960, tras el alunizaje del Apolo 11, el auge de los movimientos ecológicos contra la energía nuclear y la desescalada de la carrera espacial y la era atómica, Googie comenzó a pasar de moda. La comunidad arquitectónica rara vez apreció o aceptó a Googie, considerándolo demasiado llamativo y vernáculo para el elogio académico, y así la arquitectura de la década de 1970, especialmente el estilo internacional, abandonó a Googie. Como señala Hess, a partir de la década de 1970, los edificios comerciales estaban destinados a mezclarse con el entorno urbano y no llamar la atención. A mediados de la década de 1960, la novedad comenzaba a decaer y se levantó una reacción violenta contra el estilo llamativo. Dado que los edificios de Googie eran parte de la industria de servicios, la mayoría de los desarrolladores no pensaron que valía la pena preservarlos como artefactos culturales. La publicación de Googie por Alan Hess en 1986 inspiró una nueva apreciación del estilo. A pesar de los orígenes humildes de Googie, Hess escribe que "la arquitectura de Googie es una parte importante de la historia de los suburbios". Googie fue un símbolo de los primeros días de la cultura del automóvil.
Una de las primeras organizaciones en el país que abogó por la preservación de la arquitectura de Googie fue Los Angeles Conservancy Modern Committee, que se formó en 1984 en respuesta a la demolición de la cafetería Ship's en Westwood y Tiny Naylor's Drive-In en Hollywood. A pesar de la pérdida de estos y los Googie's originales en Hollywood, otras cafeterías de Googie, incluidos Norms Restaurants, Johnie's Coffee Shop, y Wich Stand han recibido designaciones históricas. El McDonald's más antiguo del mundo en Downey y el Bob's Big Boy más antiguo que quedaen Burbank, también se han conservado y restaurado.

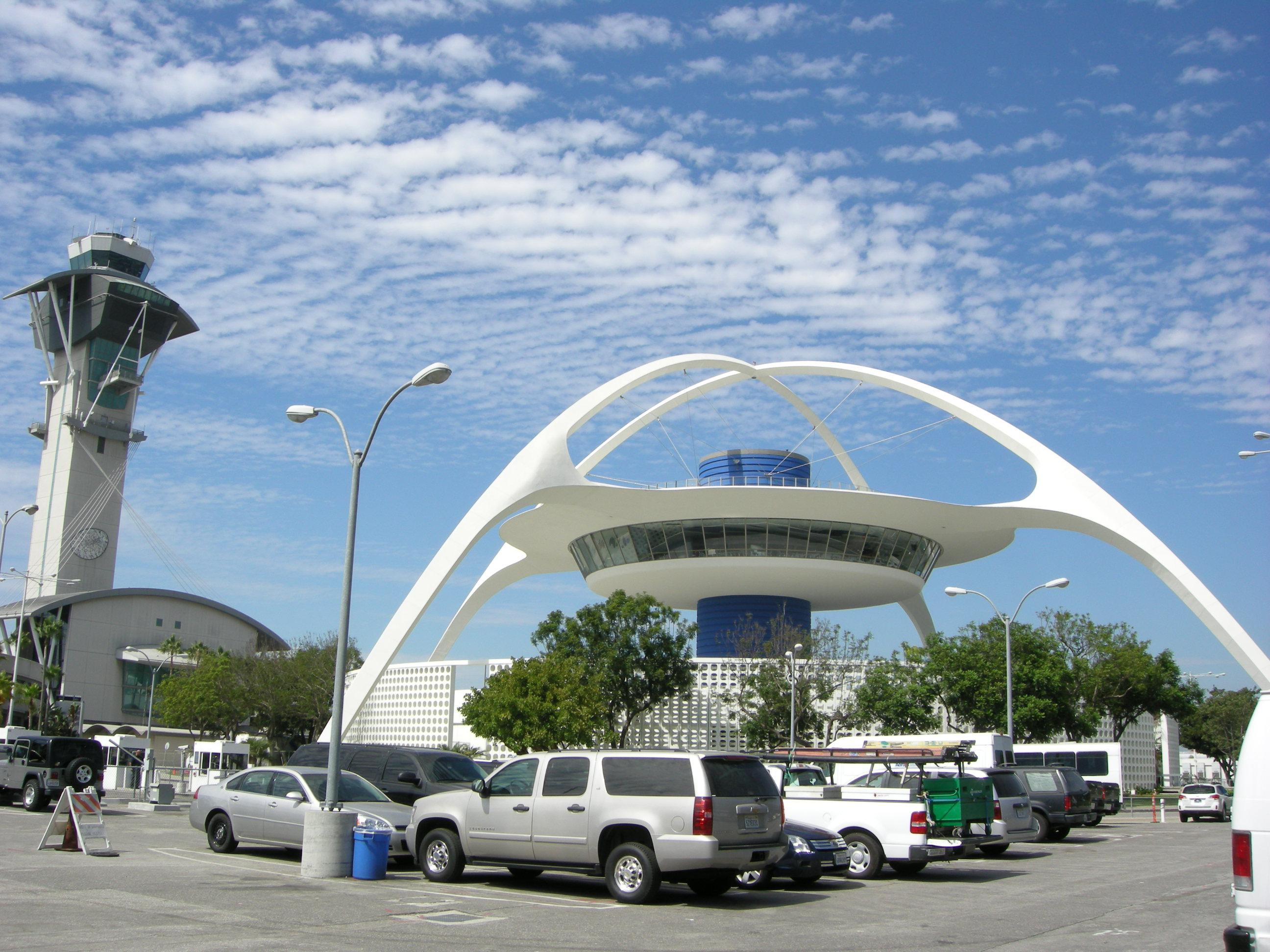
Theme Building, parte del Aeropuerto Internacional de Los Ángeles.

En Wildwood, Nueva Jersey, una "Liga de Preservación de Doo Wop" trabaja con propietarios de negocios y propiedades locales, funcionarios de planificación y zonificación de la ciudad, y la oficina de preservación histórica del estado, para ayudar a garantizar que se conserven las estructuras históricas restantes. El distrito de hoteles de gran altura de Wildwood ha sido el primero en los EE. UU. en hacer cumplir las pautas de diseño "Doo Wop" para nuevas construcciones.
El arquitecto Michael Hsu diseñó varios restaurantes para el restaurante P. Terry's con sede en Austin al estilo Googie. Cada ubicación tiene un diseño único, con formas oblicuas, color y grandes techos geométricos.

## Influencia
Lo Googie influyó fuertemente al retrofuturismo. El estilo, similar a los dibujos animados, está ejemplificado apropiadamente en los dibujos animados Jetsons (Los Supersónicos), y en Disneyland de Anaheim, California, se encuentra el Googie Tomorrowland. Las tres zonas clásicas de lo Googie fueron Miami Beach, donde las estructuras comerciales se inspiraron en el resort de Morris Lapidus y otros diseñadores de hoteles, la primera fase de Las Vegas, y el sur de California, donde Richard Neutral construyó una iglesia en la que se podía entrar en automóvil en Garden Groove.

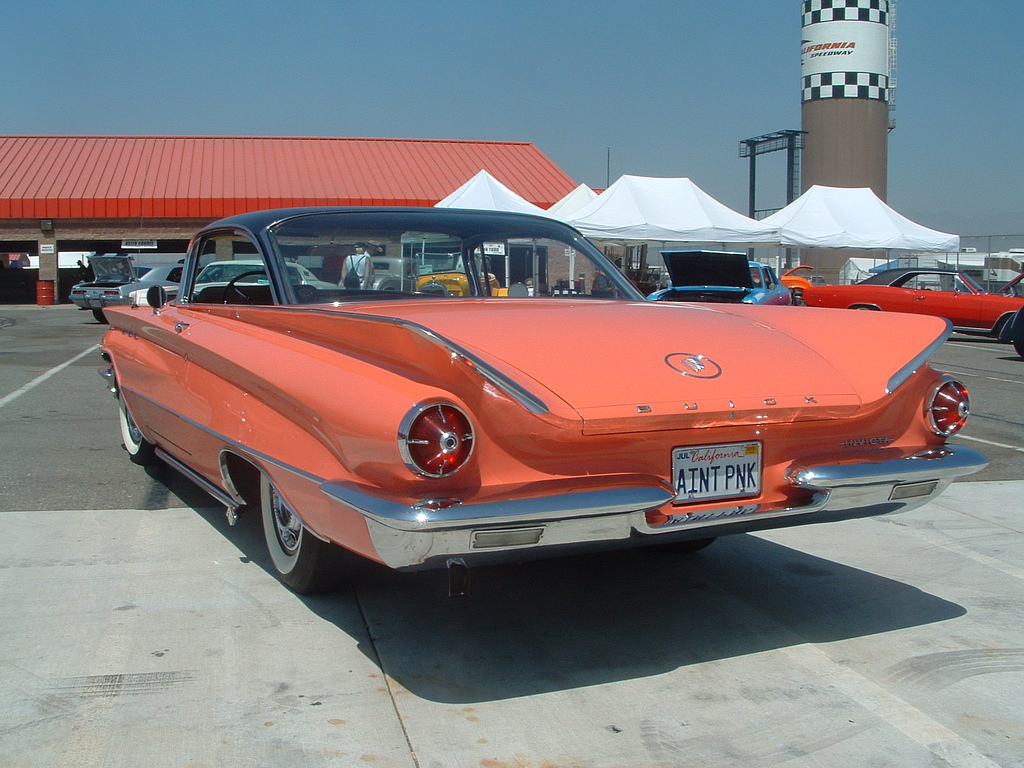
Buick estilo Googie de 1961
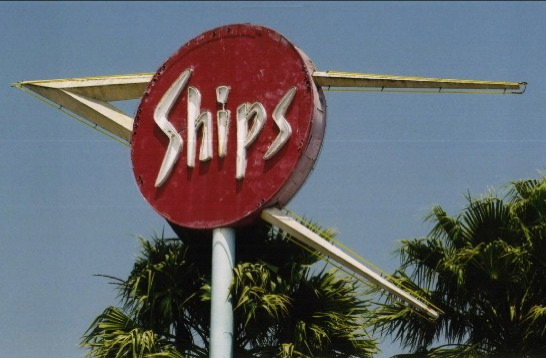
Cartel de estilo Googie clásico de la década de 1950 en una cafetería de Los Ángeles
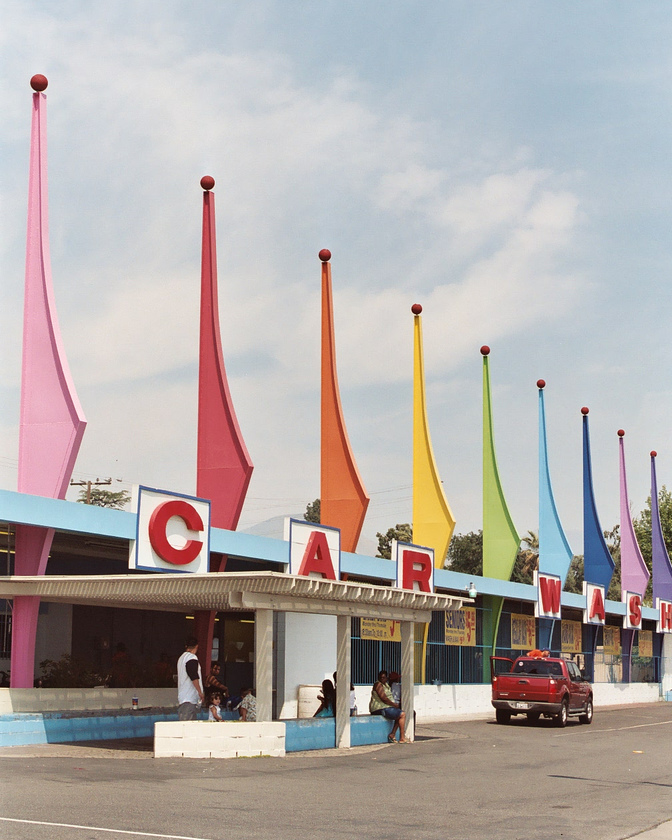
Lavado de autos estilo Googie
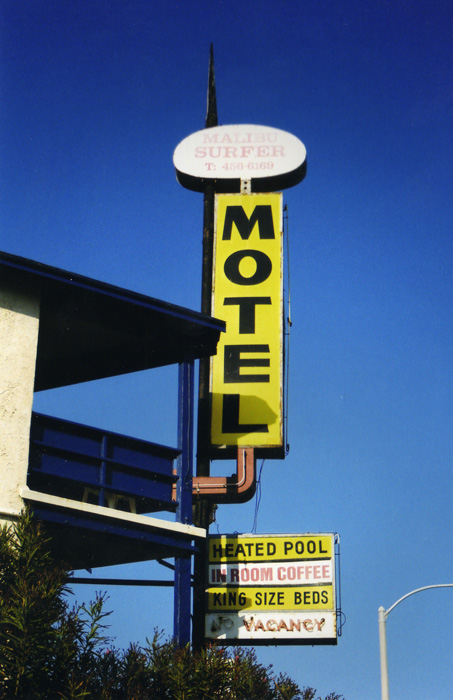
The Malibu Surfer Motel, Malibu, California.
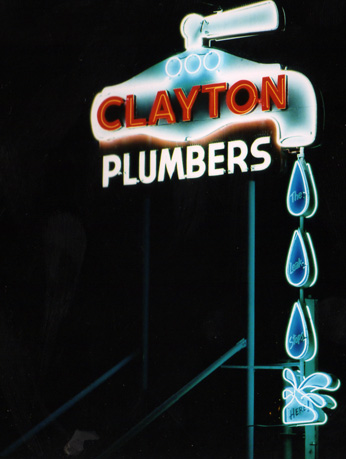
Un cartel Googie de una fontanería.
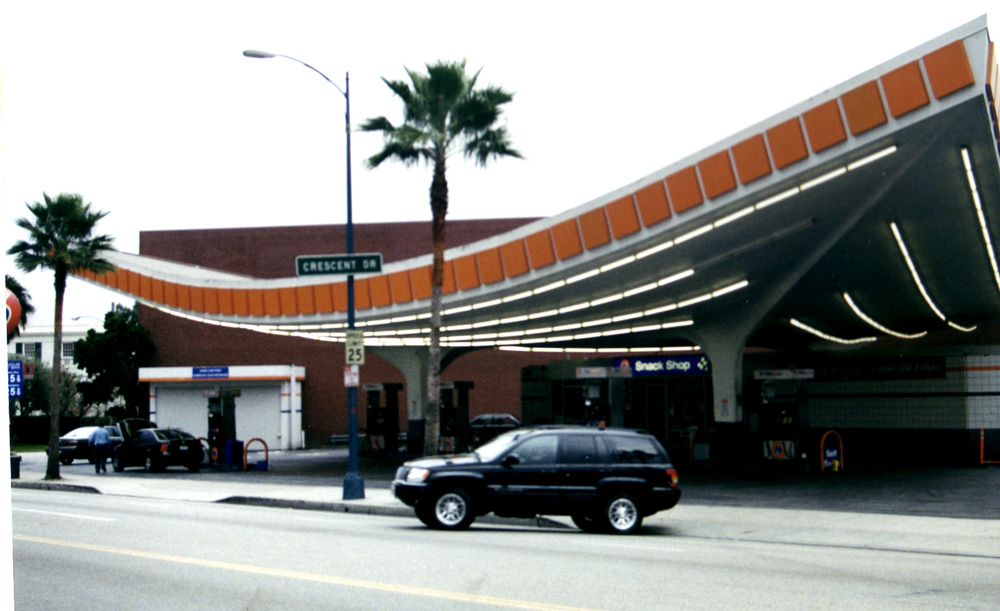
Gasolinera de Beverly Hills
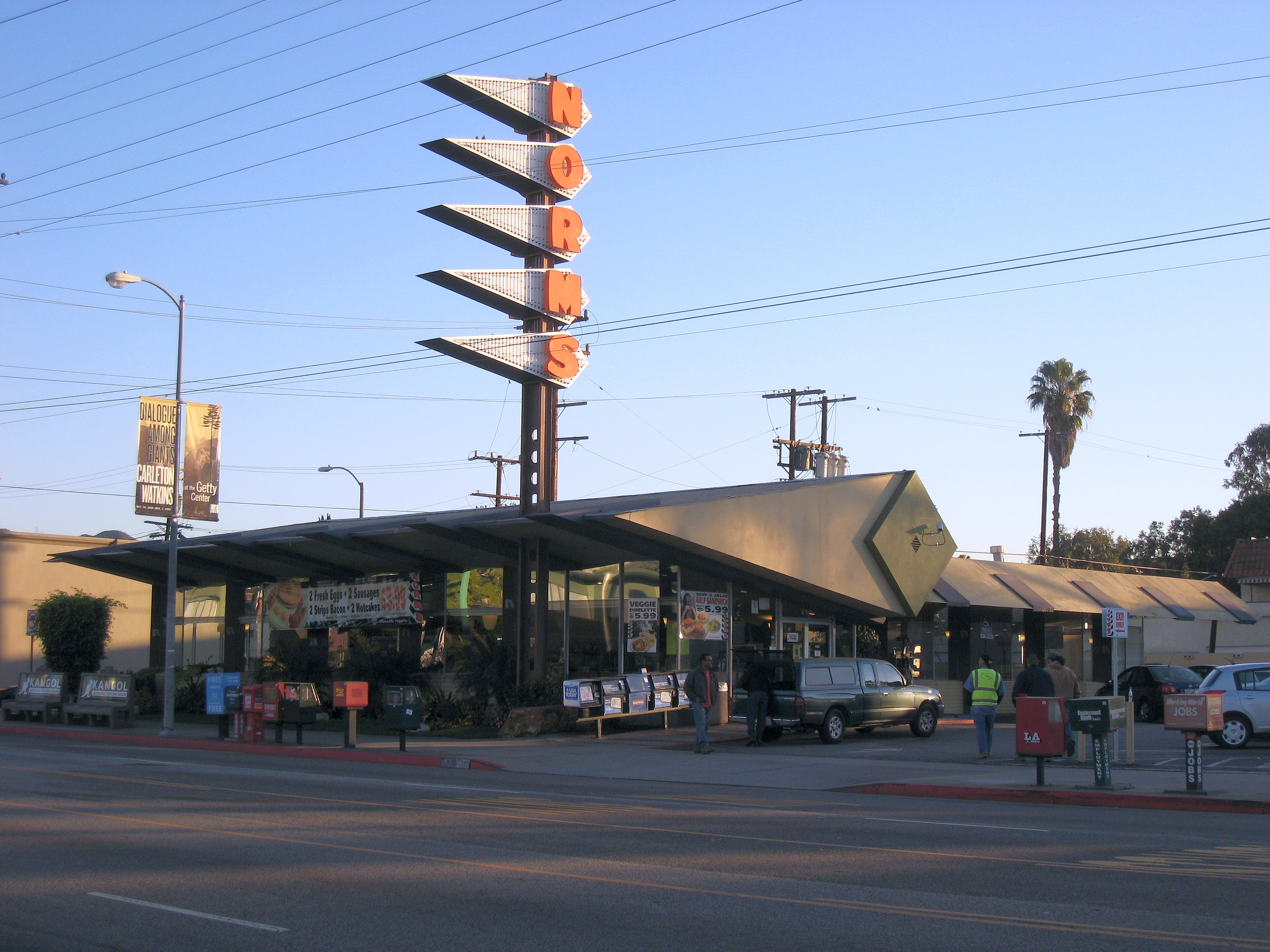
Restaurante Norms
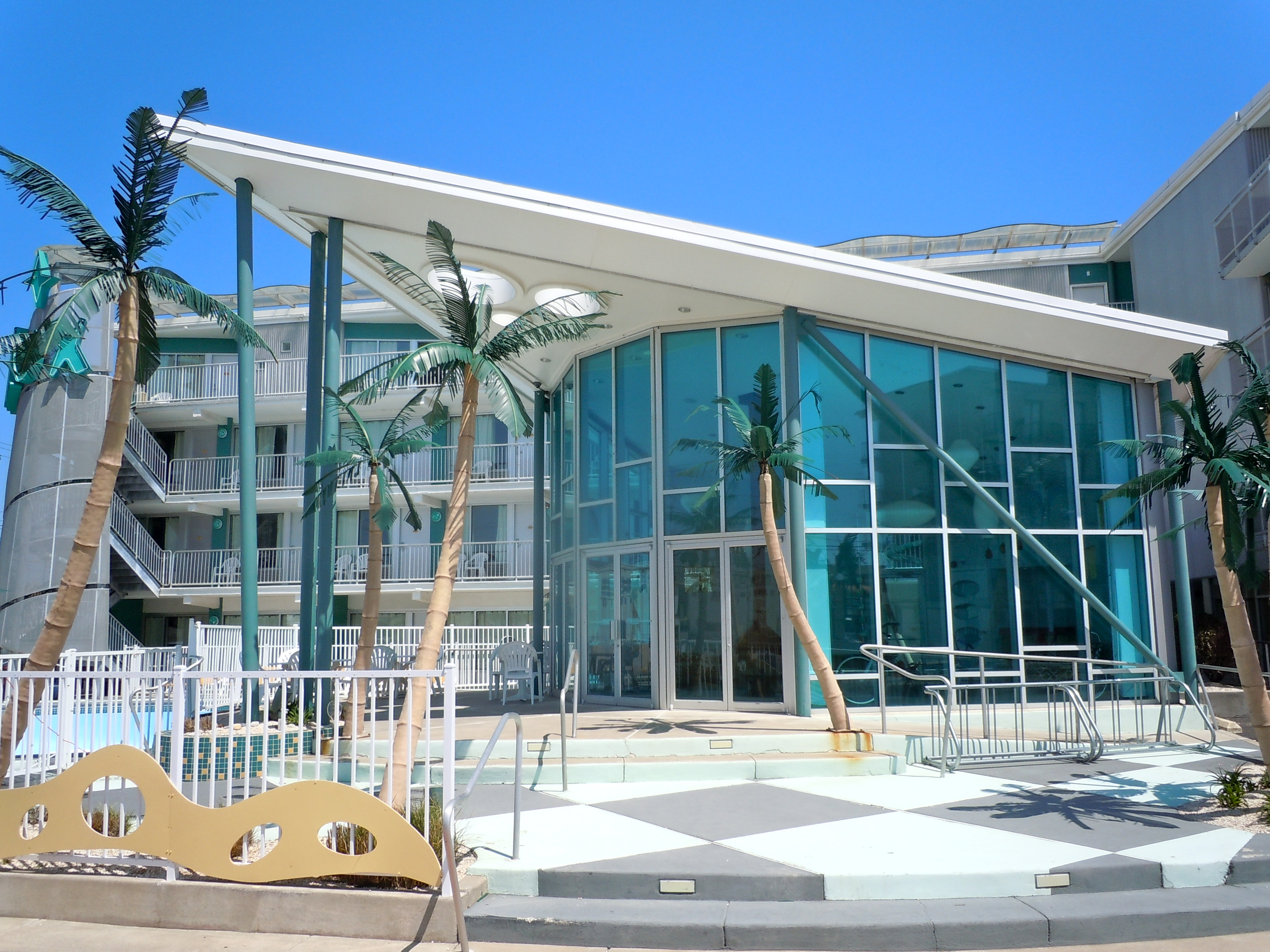
Motel Starluxe
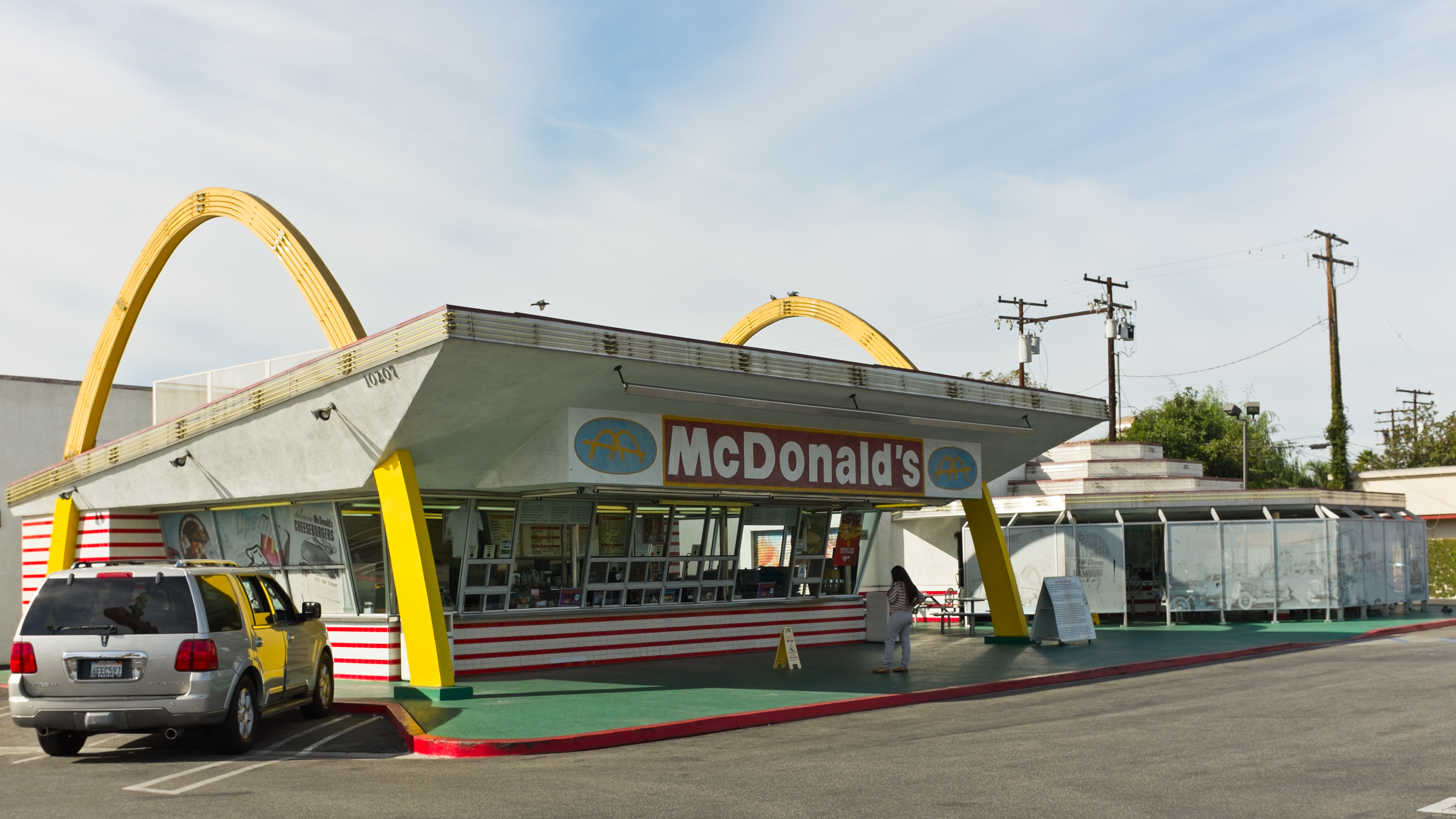
Un restaurante McDonald's construido en 1953
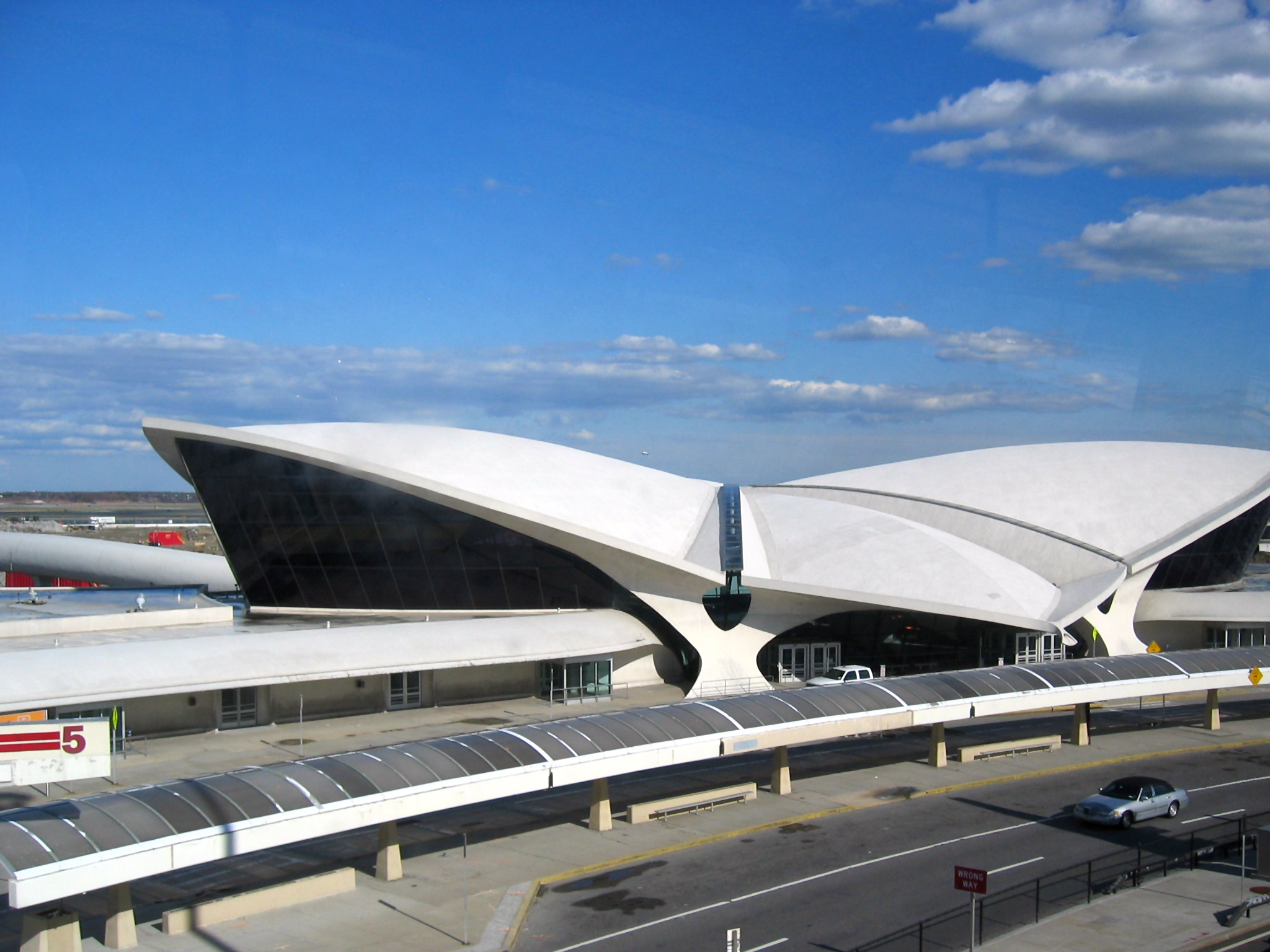
TWA Flight Center del Aeropuerto Internacional John F. Kennedy, construido en 1962
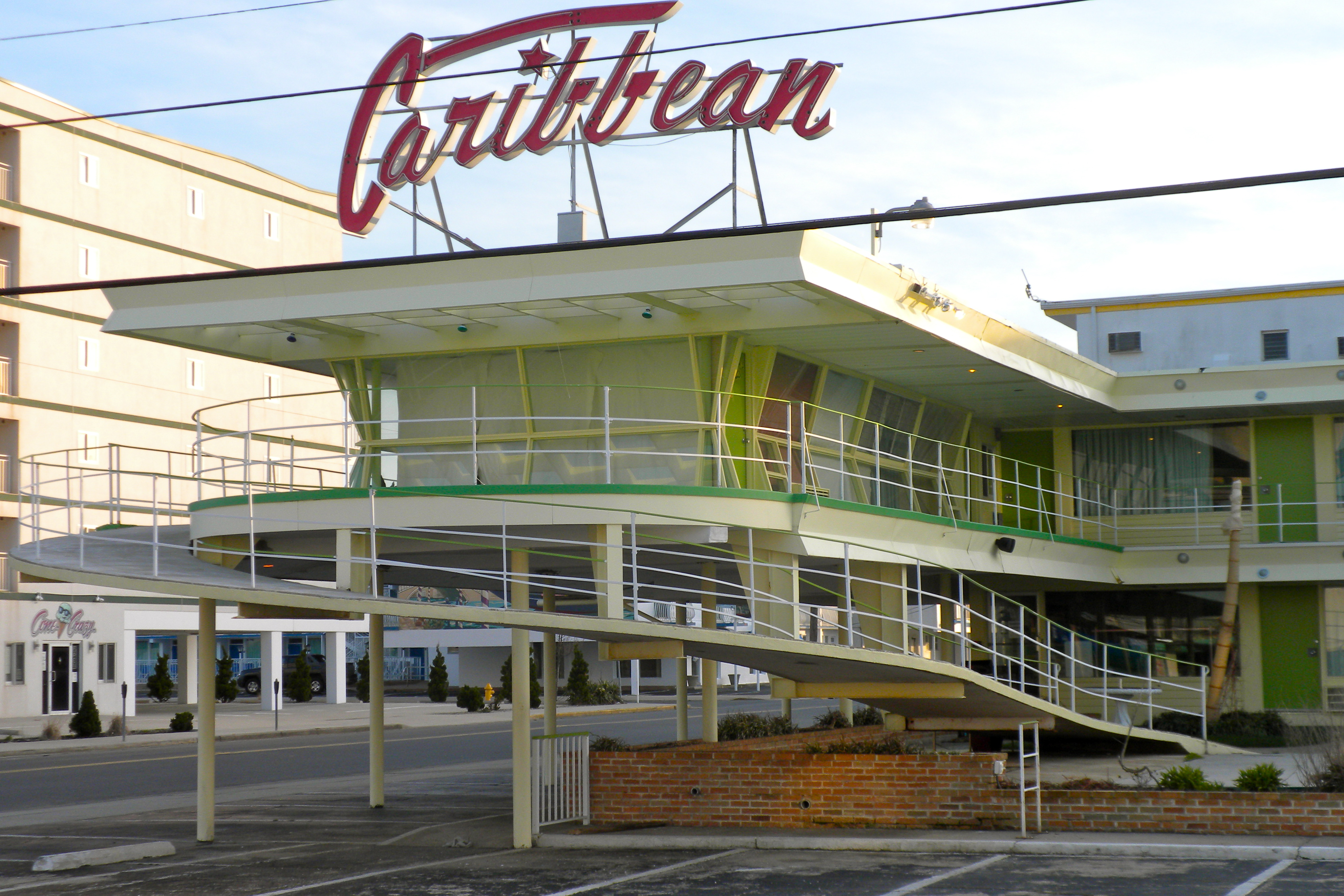
El Motel Caribbean, Wildwood (Nueva Jersey)